# Safareig de Jorba
El Safareig de Jorba és una obra de Jorba (Anoia) inclosa a l'Inventari del Patrimoni Arquitectònic de Catalunya.

## Descripció
El safareig s'alimenta de l'aigua del rec, del qual se'n tenen notícies des del segle xiv. Inicialment estaven ubicats al costat del campanar i l'any 1921 es van traslladar al seu emplaçament actual. Restaurats recentment es va canviar la coberta per l'actual de fusta. La pica és rectangular.